# Segunda Guerra na Chechênia
A Segunda Guerra na Chechênia foi um conflito armado na Chechênia e no Cáucaso Norte, travado entre as forças da Federação Russa e a República Chechena da Ichkeria, além de grupos Islamistas e Jihadistas que apoiavam a Chechênia.
O conflito é considerado continuação direta da Primeira Guerra da Chechênia, sendo parte do Conflito russo-checheno que se estende desde o século XVIII. Teve início em 1999 após uma série de ataques de rebeldes jihadistas chechenos na província do Daguestão ocorridos desde agosto de 1998, que ficou conhecido como a Guerra no Daguestão, e os Atentados contra apartamentos russos em 1999. Começou como uma operação para acabar com a independência de facto da república e trazer ela de volta para o controle da Federação Russa. A operação foi um sucesso, apesar das grandes baixas em ambos os lados, alto índice de morte de civis e várias alegações de Crimes de guerra e violações de Direitos humanos. Entretanto, o conflito continuou em menor escala com a Insurgência no Cáucaso Norte.

## História

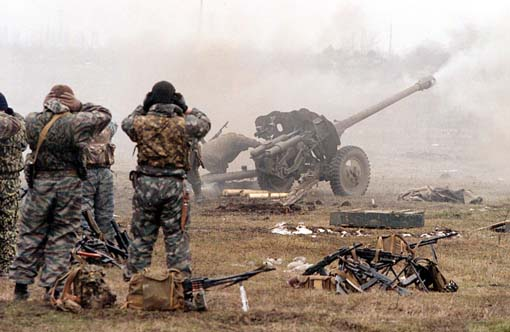
Artilharia russa em ação na Chechênia.

O estopim da crise, que leva a uma reação russa, foi uma série de atentados terroristas, contra um prédio residencial de famílias de soldados russos, que matou 62 pessoas, e outros atentados, em Moscou que causaram mais de 300 mortes. Outro ataque a um hospital, causou 120 mortes.
A campanha de 1999 reverteu o resultado da Primeira Guerra na Chechênia, em que a região havia ganho grande autonomia, que alguns consideravam independência de facto como a República Chechena da Ichkeria. Entretanto o único país que reconheceu a independência foi o Afeganistão durante o período do Talebã. Embora seja considerada por muitos como um conflito interno dentro da Federação Russa, a guerra atraiu um grande número de combatentes jihadistas (mujahidins) estrangeiros, incluindo redes terroristas apoiadas pelo Afeganistão.
Durante a campanha inicial, militares russos e os chechenos pró-Rússia enfrentaram os separatistas chechenos e os mujahidins estrangeiros em combate aberto. A capital chechena Grozny sofreu um longo cerco que durou de 1999 até meados de fevereiro do ano seguinte.

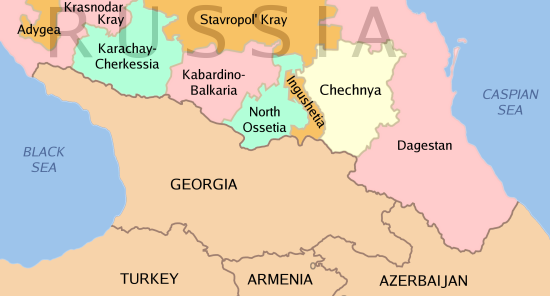
Chechênia no contexto regional do Cáucaso

A Rússia estabeleceu o controle direto da Chechênia, em maio de 2000 e após a ofensiva em grande escala. Focos esporádicos de resistência dos insurgentes chechenos continuaram em toda a região do Cáucaso durante mais alguns anos. O novo primeiro-ministro, Vladimir Putin (nomeado por Bóris Ieltsin um mês antes), tornou-se conhecido nacionalmente por ter liderado a ofensiva no Cáucaso e ter derrotado os separatistas chechenos. Putin venceu facilmente as eleições de 2000.
Alguns rebeldes chechenos também realizaram novos ataques terroristas contra alvos civis na Rússia, incluindo a invasão do teatro de Dubrovka, na periferia de Moscou, durante a realização de um espetáculo, o que resultou cerca de 200 mortes de civis, em 2002, depois que as forças especiais russas (Spetsnaz) bombearam um gás tóxico para dentro do teatro.

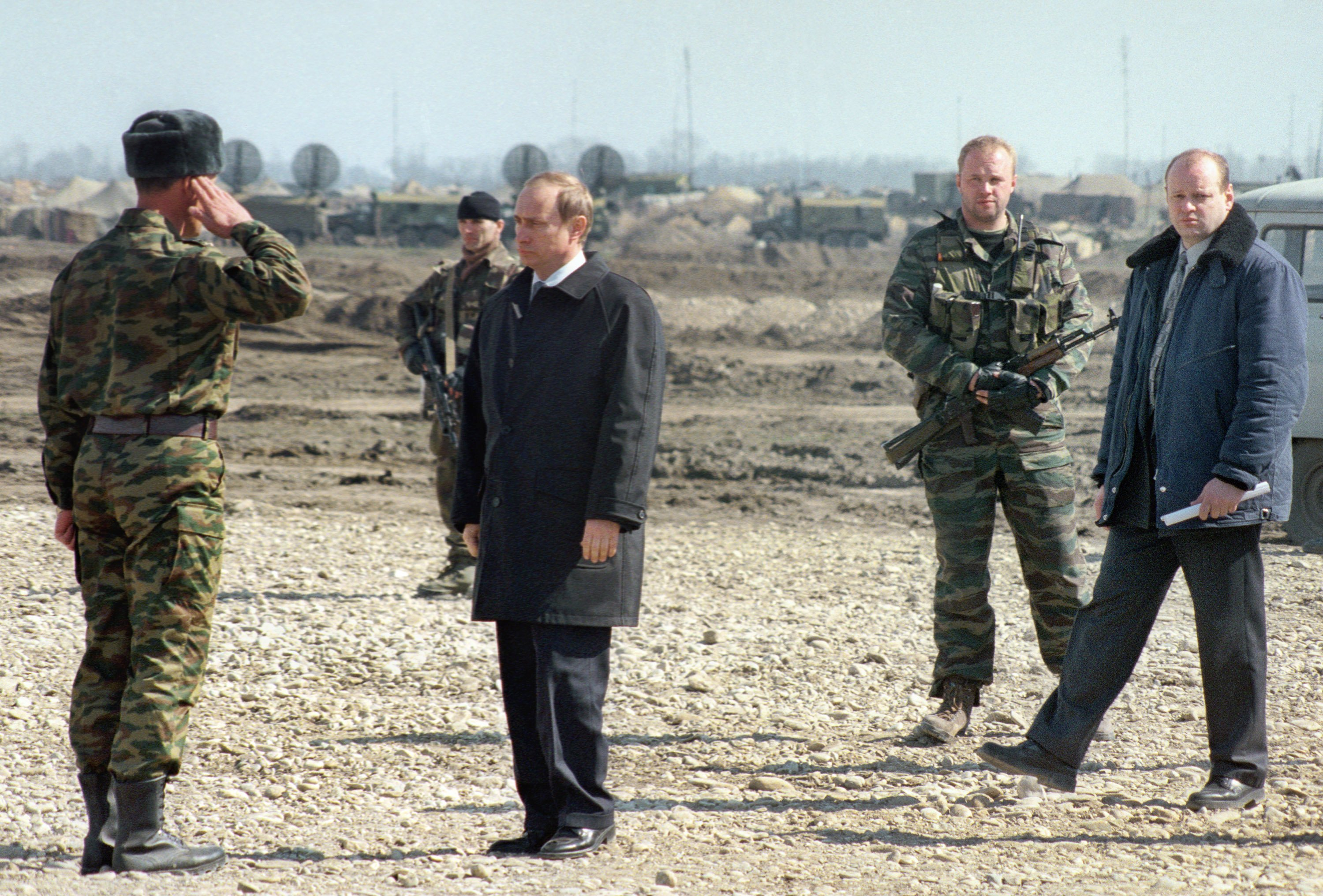
Vladimir Putin presidindo a cerimônia de retirada da Chechênia do 331 º Regimento aerotransportado 331 da Divisão 98 das Tropas Aerotransportadas da Rússia.

Em 2004, um grupo de terroristas chechenos atravessou a fronteira e tomou uma escola com mais de 1 000 crianças na cidade de Beslan, Ossétia do Norte. A Crise de reféns da escola de Beslan durou 3 dias e terminou com os terroristas detonando explosivos na escola e matando 334 e ferindo 700 pessoas.
As violações generalizadas dos direitos humanos pelas forças combatentes (russas e separatistas), atraíram críticas internacionais, especialmente dos Estados Unidos e da União Europeia.
O apoio da Arábia Saudita aos separatistas chechenos tornou as relações russo-sauditas mais tensas, a ponto do presidente Putin ameaçar publicamente o governo saudita de retaliação militar caso um novo atentado daquele tipo ocorresse.
O apoio da Geórgia aos separatistas chechenos também é considerado um dos fatores que ajudaram a deteriorar as relações russo-georgianas na última década.
A continuidade da guerrilha em áreas montanhosas do Cáucaso mantém a tensão permanente na região.